# Agrypa Postumus
Agrypa Postumus (Marcus Vipsanius Agrippa Postumus; ur. 12 p.n.e., zm. 14 n.e.) – syn Marka Agrypy i Julii, córki Augusta.

## Życiorys
Urodzony po śmierci ojca, stąd przydomek "Postumus" czyli "Pogrobowiec".
W 12 p.n.e. po śmierci ojca, Marka Agrypy, August adoptował dwóch starszych braci Postumusa: Gajusza Juliusza Cezara i Lucjusza Juliusza Cezara widząc w nich swoich dziedziców. 
Przez wzgląd na szacunek do swojego przyjaciela Agrypy, nie adoptował najmłodszego Postumusa, by ten kontynuował ród Agrypów.
Jednak po śmierci Lucjusza i Gajusza w 4 roku n.e. cesarz ostatecznie adoptował go i odtąd używał imion Marek Juliusz Cezar Agrypa. Równoległa adopcja Tyberiusza i kwestia, kto z nich zostanie następcą, ustawiała ich jako wrogów. Adopcja została cofnięta dwa lata później. Niewiele jest współczesnych źródeł o nim, we wszystkich przedstawiany jest jako bardzo brutalny i cieszący się złą sławą. Na przykład Swetoniusz pisze o nim: "tępego i dzikiego umysłu", "z dnia na dzień bardziej obłąkanego".
Podobnie Tacyt: "prostaka, (...) nierozumnie pyszniącego się swą siłą fizyczną".
Prawdopodobnie intrygowała przeciwko niemu żona Augusta Liwia Druzylla chcąc usunąć ostatniego kandydata na cesarza, stojącego na drodze do tronu jej synowi, Tyberiuszowi. Postumus został w 6 n.e. lub 7 n.e. zesłany na wysepkę Planazję w pobliżu Korsyki i uchwałą senatu zastrzeżono, że pod strażą wojskową ma tam być trzymany do końca życia. Siostra Postumusa Julia Młodsza została również mniej więcej w tym czasie skazana na zesłanie, a jej mąż Lucjusz Emiliusz Paulus stracony za udział w spisku przeciw cesarzowi.
Nie udała się też konspiracja Audazjusza i Epikadusa mająca na celu uwolnienie Julii i Postumusa z wysp, na które zostali zesłani.
Tacyt przytacza pogłoski o tym, że August złożył sekretną wizytę na Planazji i doszło tam do pogodzenia się z Postumusem i obietnicy odwołania z wygnania. Prawdopodobnie to tylko legenda i August ani nie odwołał Postumusa z wygnania przed swoją śmiercią, ani nie wspomniał o nim w swoim testamencie. Tuż po śmierci Augusta Postumus został zabity przez swoją straż przyboczną na rozkaz przyniesiony pismem. Wg Swetoniusza jest rzeczą wątpliwą, aby pismo to pozostawił umierający cesarz. Najprawdopodobniej w jego imieniu rozkaz wydała Liwia (przypuszczalnie za wiedzą Tyberiusza, chociaż publicznie wyparł się on wydania takiego rozkazu).
Niewolnik Agrypy Postumusa imieniem Klemens po śmierci swego pana upodobnił do niego swój wygląd i jako cudownie ocalony Postumus  wzniecił w 16 n.e. bunt przeciw Tyberiuszowi.

## Genealogia
| 4. Lucius Vipsanius Agrippa |  |                          |  |  |                    |
|                             |  | 2. Marek Agrypa          |  |  |                    |
| 5. NN                       |  |                          |  |  |                    |
|                             |  |                          |  |  | 1. Agrypa Postumus |
| 6. Oktawian August          |  |                          |  |  |                    |
|                             |  | 3. Julia (córka Augusta) |  |  |                    |
| 7. Skrybonia                |  |                          |  |  |                    |
|                             |  |                          |  |  |                    |

## Fikcja literacka
W swojej powieści "Ja, Klaudiusz"
Robert Graves sugeruje, że to pod wpływem Liwii narastała niechęć Augusta do Postumusa. Intryga Liwii polegająca na tym, iż jej wnuczka Liwilla uwiodła Postumusa, oskarżając go potem o gwałt, czy informacje o tym, że Postumus był jednym z najlepszych przyjaciół późniejszego cesarza Klaudiusza i jako jeden z pierwszych odkrył w nim jego zalety, to tylko fikcja literacka nie potwierdzona w źródłach.